# Panavision
Panavision est une entreprise américaine spécialisée dans la conception et la fabrication de caméras et d'objectifs principalement utilisés dans le milieu cinématographique. Fondée officieusement en 1953, son siège est situé à Woodland Hills (Californie).
Au départ, l'entreprise fournit des pièces pour le CinemaScope. C'est en 1954 qu'elle présente des objectifs destinés aux projecteurs anamorphiques, profitant de la multiplication des écrans larges pendant les années 1950. Ces objectifs lui permettent de s'établir comme un chef de file en matériel cinématographique. En 1972, Panavision modifie profondément les pratiques de tournage en commercialisant la caméra légère Panaflex 35 mm. En 1999, elle crée la caméra Millennium XL, alors qu'en 2004, c'est l'appareil vidéo numérique Genesis.
Au contraire de ses compétiteurs, Panavision détient tous les appareils qu'elle loue, exclusivement. Elle seule décide des efforts de recherche et de développement à réaliser, ce qui lui permet d'intégrer des pièces de haute qualité dans ses produits, sans se soucier de leur prix. Gérant son inventaire, elle est en position de renouveler celui-ci au complet, tout comme d'en faire la maintenance.

## Histoire

### Les débuts
Robert Gottschalk lance Panavision en 1953 avec Richard Moore, Meredith Nicholson, Harry Eller, Walter Wallin et William Mann. Elle est formellement incorporée en 1954. L'entreprise vise le marché des objectifs de projecteurs anamorphiques, en expansion à la suite des demandes des salles de cinéma projetant des films en CinemaScope.
À l'origine du CinemaScope se trouve la Grande Guerre de 1914-1918, qui amène l'idée de mettre au point un périscope à champ de vision panoramique pour la conduite des chars de guerre à Henri Chrétien, alors détaché à la Section technique de l'aéronautique dirigée par Émile Dorand. En 1926 il adapte son invention pour le cinéma et invente un objectif anamorphoseur baptisé « Hypergonar » qui sera repris par la 20th Century Fox. 
Au moment de la fondation de Panavision, Gottschalk possède une boutique de caméras à Westwood Village, fréquentée par plusieurs cinéastes. Quelques années auparavant, lui et Moore, qui travaille dans sa boutique, avaient expérimenté la photographie sous-marine, ce qui a amené Gottschalk à s'intéresser à la technologie des objectifs anamorphiques, car ils permettent d'avoir un plus grand angle de vue sous l'eau.
La technologie des objectifs anamorphiques apparaît pendant la Première Guerre mondiale dans les périscopes de chars d'assaut, car elle favorise un plus grand angle de vue : l'image était « compressée » horizontalement par la lentille à l'entrée du périscope, puis « décompressée » à la sortie par une lentille anamorphique complémentaire. La largeur horizontale du champ visuel était doublée avec très peu de perte optique.
Gottschalk et Moore achètent quelques objectifs de C. P. Goerz, une firme new-yorkaise spécialisée dans le matériel optique, pour les intégrer dans leur matériel de photographie sous-marine. Lorsque les écrans larges sont devenus populaires, Gottschalk a décidé de fournir des objectifs anamorphiques à l'industrie cinématographique : au départ pour les projecteurs, puis pour les caméras. À la même époque, Nicholson, un ami de Moore, commence à tester la photographie anamorphique en tant que cadreur.
Dans les années 1950, l'industrie du cinéma est menacée par la venue de la télévision, qui incite les gens à rester à la maison, plutôt qu'aller dans les salles de cinéma. Les studios de cinéma cherchent désespérément des moyens de ramener du public dans les salles. Parmi les propositions mises à l'essai, on retrouve la renaissance du film en couleurs, la venue du film en 3D, le son stéréophonique et les films large écran. À l'époque, le cinérama est l'un des procédés explorés. Dans sa première mouture, ce système difficile à mettre en œuvre exigeait trois caméras lors du tournage et trois projecteurs synchronisés fonctionnant côte à côte pour projeter l'image sur un seul, mais très large, écran courbe. En plus de coûter cher et d'exiger une logistique importante, le procédé faisait apparaître des bandes verticales sur l'écran.
Soucieuse de trouver un procédé moins encombrant, moins coûteux et plus efficace, 20th Century-Fox acquiert les droits sur un procédé qu'elle a appelé par la suite CinemaScope : les images sont captées par des objectifs anamorphiques, qui les « compressent ». Elles sont par la suite projetées avec une lentille anamorphique complémentaire, qui les « décompresse », créant ainsi un rapport largeur/hauteur double de l'aire de l'image sur la pellicule du film. Au moment de l'annonce de la production du premier film en CinemaScope, The Robe (1953), Gottschalk, Moore et Nicholson ont en main une bobine de film qui démontre ce qu'ils ont réalisé avec les caméras sous-marines équipées d’objectifs anamorphiques.
Gottschalk apprend, par l'un de ses fournisseurs, que Bausch & Lomb, qui alimente Fox en objectifs pour le procédé CinemaScope, a des difficultés à remplir sa part de contrat en ce qui concerne les objectifs destinés aux salles de cinéma. Il s'allie alors avec William Mann, qui possède des installations de fabrication de pièces optiques, et Walter Wallin, une connaissance de Mann qui a une formation en optique. Sur les conseils de Wallin, ils se décident à fabriquer des objectifs anamorphiques prismatiques plutôt que cylindriques (types retenus par Bausch & Lomb). Cette décision permet aux projectionnistes d'ajuster manuellement le facteur d'extension des objectifs anamorphiques (qui détermine de combien l'image est « décompressée » horizontalement), ce qui leur est utile puisqu'ils doivent régulièrement projeter des bandes-annonces, des bobines de films non anamorphiques (« plates » ou « sphériques »), et des longs métrages, anamorphiques.

### Domination du marché des objectifs anamorphiques
Le premier produit de Panavision, la lentille de projection Super Panatar, est lancé en mars 1954. Vendue au prix de 1 100 USD, elle s'impose et Panavision s'empare du marché. Il s'agit d'une boîte rectangulaire qui se superpose aux objectifs de projection existantes à l'aide d'attaches spéciales. Son système prismatique variable permet de projeter des films aux différents formats à partir d'un même projecteur sur simple ajustement des objectifs. Vient ensuite le Ultra Panatar, une lentille cylindrique plus légère, qui se visse directement sur le devant de la lentille de projection. Les objectifs Panavision ont graduellement remplacé le CinemaScope en tant que systèmes anamorphiques de projection dans les salles de cinéma.
En décembre 1954, l'entreprise crée une lentille pour les laboratoires de développement de films : le Micro Panatar. Lorsqu'ajustée à une tireuse optique, elle permet de créer des épreuves « plates » (non anamorphiques) à partir de négatifs anamorphiques. Ces films « plats » sont destinés aux salles de cinéma qui ne possèdent pas de système de projection anamorphique. Avant la venue du Micro Panatar, les scènes étaient souvent filmées à la fois avec une caméra anamorphique et une caméra « sphérique ». Les réductions de coût obtenues par l'application de cette technologie, qui élimine une deuxième caméra et permet de faire une copie « plate » en post-production, sont énormes.
Une autre innovation permet à Panavision de maintenir et d'assurer sa position de chef de file : les objectifs de caméra Auto Panatar pour les productions anamorphiques 35 mm. Les premières caméras CinemaScope étaient problématiques lors des gros plans, car une aberration optique, surnommé the mumps, agrandissait la figure des personnes à la suite d'une perte anamorphique lorsqu'elles approchaient des objectifs. Puisque le CinemaScope était nouveau, les scénarios obligeaient à ne pas filmer des séquences trop rapides. Mais, au fur et à mesure que le CinemaScope devenait de plus en plus populaire, cette limitation devenait problématique. Panavision trouve une solution : ajouter un mécanisme de rotation des lentilles qui agit en synchronisme avec le cylindre du foyer. Ce procédé mécanique permet d'éliminer la distorsion et, du même coup, les plans anamorphiques rapprochés sont possibles. LAuto Panatar, vendu à partir de 1958, est rapidement adopté à travers l'industrie, rendant obsolètes les objectifs CinemaScope. Cette invention a permis à Panavision de gagner son premier Oscar pour réalisations techniques.
Depuis 1954, Panavision travaille sur une nouvelle technologie pour écrans larges pour le compte de MGM. Le système utilise des caméras de 65 mm en conjonction avec la lentille APO, une lentille anamorphique intégrée (au contraire d'une lentille prismatique montée avec un appareil anamorphique). On obtient ainsi un facteur de compression anamorphique de 1,25x. Les films y ayant recours ont un surprenant rapport largeur/hauteur de 2.76:1 lorsque projetés avec des films anamorphiques imprimés sur pellicules de 70 mm. Introduit sous le nom de MGM Camera 65, le système n'a été utilisé que pour quelques films, le premier étant L'Arbre de vie (1956). Cependant, il est seulement diffusé sur support anamorphique de 35 mm, car les salles de cinéma avec projecteurs de 70 mm sont réservées pour Le Tour du monde en quatre-vingts jours (1956), lequel a été filmé avec le procédé Todd-AO, non anamorphique. Le premier film présenté en 70 mm anamorphique, Ben-Hur, est distribué par MGM en 1959. Panavision a aussi développé un procédé non anamorphique pour larges écrans : le Super Panavision 70, très proche du procédé Todd-AO. Un film tourné avec Super Panavision 70 apparaît pour la première fois en 1959 avec The Big Fisherman distribué par Buena Vista.

### Entrée dans le marché des caméras
En 1962, quatre des fondateurs de Panavision quittent la société pour poursuivre une carrière ailleurs. Cette année-là, la production en MGM Camera 65 de Révoltés du Bounty excède tellement son budget que MGM doit liquider une partie de ses avoirs pour éponger les coûts. Panavision acquiert la division caméras de MGM, ainsi que les droits sur le système MGM Camera 65 qu'il a développé pour le compte de MGM. La technologie est renommée Ultra Panavision 70. Seulement sept autres longs métrages seront filmés avec cette technologie : It's a Mad, Mad, Mad, Mad World (1963), La Chute de l'empire romain (1964), La Bataille des Ardennes (1965), La Plus Grande Histoire jamais contée (1965), The Hallelujah Trail (1965), et Khartoum (1966), Les huit Salopards (2016) de Quentin Tarantino. Comme les appareils  anamorphiques 1,25x pour les projecteurs 70 mm sont devenus rares, la plupart des copies 70 mm de ces films sont projetées avec des objectifs sphériques, non anamorphiques. Le rapport largeur/hauteur est de 2.20:1, plutôt que le rapport plus large originellement prévu.
Bien que Fox insiste pour maintenir le CinemaScope, plusieurs acteurs se plaignent de ce système. Pour L'Express du colonel Von Ryan (1965), Frank Sinatra aurait demandé que des objectifs Auto Panatar soient utilisés. Une telle demande aurait incité Fox à abandonner le CinemaScope cette année-là :  le film est la première production du studio avec des objectifs Panavision. Pour réussir à satisfaire à la demande pour les objectifs de projection Panavision, Gottschalk a acquis beaucoup d'objectifs CinemaScope et a fait ajuster ceux-ci avec un système qui en corrigeait l'astigmatisme de façon marquée, pour les revendre ensuite comme objectifs Panavision. Cette information a été révélée plusieurs années après le décès de Gottschalk. Un concepteur de Bausch & Lomb, impliqué dans la conception du CinemaScope, a travaillé comme concepteur chez Panavision et, après avoir ouvert l'un des vieux boîtiers, a découvert ce secret.
Au milieu des années 1960, Gottschalk modifie le modèle d'affaires de Panavision : dorénavant, elle loue uniquement ses objectifs et ses caméras. Cela permet à l'entreprise de maintenir, de mettre à jour et de modifier l'équipement à son gré. Quand elle introduit ses propres caméras sur le marché, elle n'est pas obligée de modifier des appareils fabriqués ailleurs, elle est donc seule à établir le prix de ses appareils, faute de compétiteurs. C'est pour cette raison qu'elle a pu établir de nouveaux standards de qualité se reflétant par la durabilité de ses appareils,.
Ce nouveau modèle d'affaires requiert des fonds supplémentaires. L'entreprise est vendue à Banner Productions en 1965, Gottschalk continuant comme président. Panavision commence à investir dans d'autres marchés en dehors d'Hollywood, incluant New York, l'Europe, l'Australie, Hong Kong et l'Asie du Sud-Est. Kinney National Service achète Banner Productions en 1968 et prend le contrôle de Warner Brothers l'année d'après, pour devenir la firme Warner Communications. Les ressources financières de Kinney et Warner permettent une expansion massive de l'inventaire de Panavision, ainsi qu'une augmentation importante du budget de recherche et développement.
Pendant cette période, le département de R&D s'occupe à modifier les caméras Mitchell BNC de 35 mm, les plus communes dans l'industrie. Les efforts pour développer une caméra plus légère et plus silencieuse amènent l'introduction du Panavision Silent Reflex (PSR) en 1967. Cette caméra peut donner un angle d'ouverture allant jusqu'à 200 degrés. Plusieurs améliorations sont apportées au PSR pendant ses premières années d'existence, devenant au fil du temps la caméra de studio la plus populaire au monde.
Pendant cette période, Panavision a aussi démarré la production d’objectifs sphériques de photographie 1.85:1, obtenant une part significative de ce marché.
En 1968, Panavision commence à vendre une caméra portable de 65 mm. Cependant, à ce moment, il est moins coûteux d'agrandir un film anamorphique de 35 mm en 70 mm (le premier film utilisant ce procédé est The Cardinal, 1964), ce qui rend le procédé 65 mm pratiquement inutile. En 1970, deux longs métrages filmés avec Super Panavision 70 sont diffusés : Song of Norway et Ryan's Daughter. Depuis cette année, seulement une poignée de films ont été filmés en 65 mm,: Hamlet (1996) de Kenneth Branagh, Baraka (1992) de Ron Fricke et sa suite, Samsara (2011), The Master (2012) de Paul Thomas Anderson, Dunkerque (2017) de Christopher Nolan (près de 80 minutes, environ 75% du film a été tourné sur 65 mm film IMAX, tandis que le reste a été tourné sur film 65mm régulier), Le Crime de l'Orient-Express (2017) de Kenneth Branagh et Tenet (2020) de Christopher Nolan. D'autres films utilisent avec parcimonie des caméras 65 mm, pour certaines scènes ou effets spéciaux: Le Nouveau Monde (2005) de Terrence Malick, Wonder Woman 1984 (2020) de Patty Jenkins, Mourir peut attendre (2020) de Cary Joji Fukunaga et les films de Christopher Nolan The Dark Knight (présentant 28 minutes d'images IMAX), Inception, The Dark Knight Rises (plus d'une heure en IMAX) et Interstellar .

### La naissance de laPanaflex

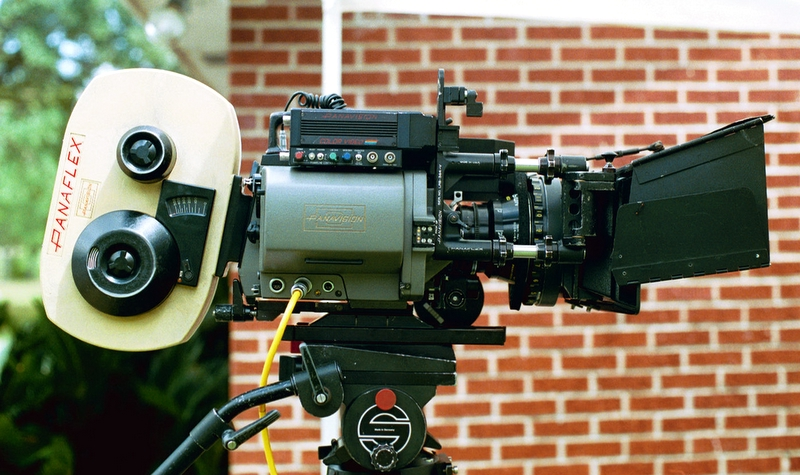
Le Panaflex

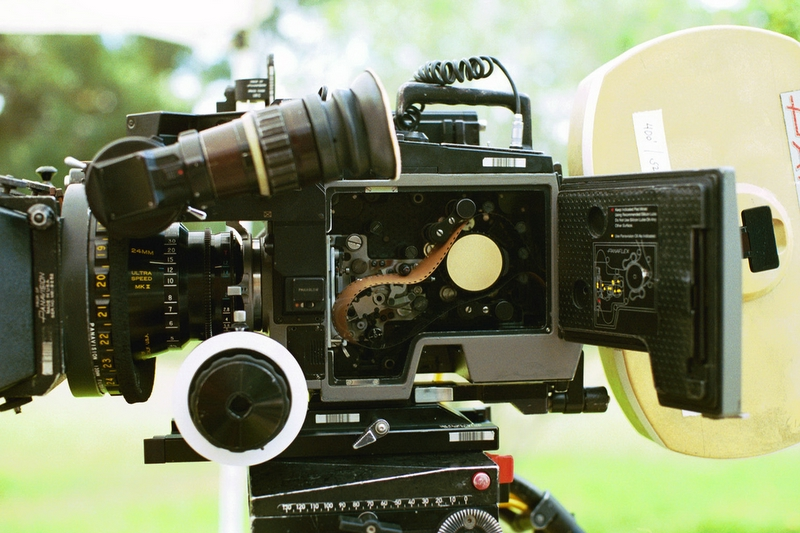
Intérieur d'un Panaflex

Albert Mayer mène l'ambitieux projet de Panavision : créer une caméra reflex légère et de qualité studio. Après quatre années de développement, la Panaflex apparaît en 1972. Pour la première fois, une caméra fonctionne sans bruit ou presque. La Panaflex élimine le besoin d'un bruit de fond. Elle inclut aussi un tachymètre électronique et un moteur pour rembobiner la bobine de montage. Sugarland Express (1974) de Steven Spielberg est le premier long métrage filmé avec la Panaflex.
Dans les années 1970, la ligne Panaflex est mise à jour et commercialisée sous différents avatars : Panaflex X, Panaflex Lightweight (pour les steadicam), Panastar haute vitesse, Panaflex Gold et Panaflex G2. Panavision a aussi sorti un compétiteur direct du stabilisateur à steadicam de Tiffen (en) : le harnais Panaglide. La Panacam, une caméra vidéo, est aussi apparue, bien que maintenant l'entreprise ait délaissé ce marché.
Robert Gottschalk meurt en 1982 à l'âge de 64 ans. Après sa mort, Kinney National vend l'entreprise à un conglomérat mené par Ted Field, John Farrand et Alan Hirschfield, et soutenu par Frederick Field, héritier d'un empire comprenant des journaux de Chicago et une chaîne de magasins. Après cette acquisition, l'entreprise subit de grands bouleversements et stagne. Les tests optiques sont automatisés et, en 1986, le nouveau modèle Platinum est mis en marché. L'année d'après, supputant que le marché est intéressé à nouveau par le modèle de caméra 65 mm, l'entreprise entreprend de nouvelles recherches. Elle est vendue à Lee Lighting en 1987, mais le financement n'aboutit pas et elle se retrouve dans le giron de la firme d'investissement Warburg Pincus deux ans après.
En 1989, l'entreprise commercialise Primo, une nouvelle ligne d'objectifs. Conçus pour maintenir la cohérence de la couleur quelle que soit la distance focale, ce sont aussi les objectifs les plus précis fabriqués par Panavision. En 1991, elle distribue sa nouvelle technologie 65 mm : System 65, même si Arri vend déjà, depuis deux ans, son système Arriflex 765. Seulement deux films sont tournés avec ce système : Horizons lointains (Far and Away) de Ron Howard (1992) et Hamlet (de Kenneth Branagh, 1996), le dernier film connu ayant utilisé cette technologie d'un bout à l'autre.
En 1992, Panavision lance un projet de développement de caméra qui doit revoir tous les aspects de la technologie 35 mm. Nolan Murdock et Albert Mayer gèrent l'équipe en charge. La nouvelle caméra Millennium, qui remplace la Platinum comme produit vedette, est introduite en 1997. La Millennium XL (1999) et la XL2 (2004) suivent. Les premiers longs métrages à recourir à ces deux dernières technologies sont respectivement En pleine tempête (2000) et Et si c'était vrai... (2005). Les caméras de série XL sont non seulement plus petites, ce qui permet de les utiliser en studio, à la main et comme steadicam, mais ont aussi marqué le premier changement significatif dans le mécanisme de déroulement de la pellicule depuis la Panaflex : deux petits cylindres dentelés pour le défilement et le rembobinage (une conception similaire à la moviecam et à l'Arricam) plutôt qu'un gros barillet pour faire les deux.

### Révolution numérique
MacAndrews and Forbes Holdings (Mafco) acquiert une part majoritaire dans Panavision en 1998, via une filiale de Mafco. Après des tentatives avortées de créer une caméra vidéo de qualité filmographique pendant les années 1970 et les années 1980, Panavision joint la révolution numérique en juillet 2000, en créant DHD Ventures en partenariat avec Sony. Le but de l'entreprise est d'élever la qualité des vidéos numériques haute définition au niveau des meilleures productions hollywoodiennes. Ce partenariat est initié à la demande de George Lucas qui souhaite utiliser cette technologie pour la suite des films de la franchise Star Wars. DHD Ventures accouche de la Sony HDW-F900 CineAlta HDCAM, une caméra vidéo haute définition. Sony a conçu et a produit la partie électronique, ainsi que la caméra sans boîtier, alors que Panavision a fourni les objectifs maison de haute définition, vendus sous le nom de Primo Digital, et retouché la caméra de façon qu'elle soit compatible avec les accessoires courants, ce qui facilite son intégration dans l'équipement des studios. Le nouveau système est utilisé pour le tournage de Star Wars, épisode II : L'Attaque des clones (2002), décrit comme le « premier long métrage majeur en numérique » (traduction libre de the first digital major feature film).
Pour Panavision, le prochain pas dans l'évolution de la caméra de cinéma numérique  implique aussi une collaboration avec Sony. Au contraire de la première expérience, Panavision participe à toutes les étapes du développement. Le but ? Créer un système capable de fonctionner avec tous les appareils Panavision équipés d’objectifs sphériques 35 mm. Cet effort est couronné par l'introduction en 2004 de la caméra Genesis HD—a full bandwidth (4:4:4) HD SDI. Son aire d'enregistrement, plus grand que le 35 mm habituel, lui permet d'être focalement compatible avec toutes les objectifs 35 mm, ce qui lui donne une profondeur de champ « authentique »,. L'électronique de la caméra inclut un capteur photographique avec CCD, l'enregistreur vidéo est réalisé par Sony. Le châssis et la partie mécanique sont conçus par une équipe de Panavision menée par Albert Mayer Jr., fils du concepteur de la Panaflex. La caméra Genesis est utilisée pour la première fois pour le tournage de Flyboys (2006). Scary Movie 4 (2006), tourné après, est distribué avant parce que les effets visuels de Flyboys ont demandé un important effort. Après la fin du gros effort de recherche et développement mis sur Genesis, Panavision achète la part de Sony, 49 %, dans DHD Ventures et l'intègre comme division en septembre 2004.
Pendant la même période, Panavision commence à acquérir des entreprises œuvrant dans le milieu cinématographique, incluant eFilm (acquise en 2001, vendue au complet à Deluxe en 2004), Technovision France (2004), la filiale de location d'appareils cinématographiques de William F. White International (2005), le loueur de caméras numériques Plus8Digital (2006), l'entreprise internationale spécialisée dans l'éclairage AFM (2006) et l'entreprise britannique de caméras One8Six (2006).
Le 28 juillet 2006, Mafco annonce qu'il acquiert les parts restantes de Panavision et celle-ci devient privée à nouveau. Bear Stearns et Crédit suisse offrent un prêt flottant de 345 millions USD pour financer les dettes de l'entreprise tout en facilitant d'autres acquisitions.

## Liste des types caméras Panavision
- 1965 : Super Panavision-70 (65mm)
- 1967 : Panavision Silent Reflex
- 1972 : Panaflex
- 1974 : Panaflex-X
- 1975 : Panaflex Lightweight
- 1976 : Panaflex Gold
- 1977 : Panastar
- 1986 : Panaflex Platinum
- 1987 : Panaflex Gold II
- 1987 : Panastar II
- 1991 : Panavision System 65mm
- 1993 : Panaflex Lightweight II
- 1995 : 435ES Pan-Arri 435 Camera System en collaboration avec Arri
- 1997 : Panaflex Millennium (35mm)
- 1997 : Panavision HD-900F (digital 1080p) en collaboration avec Sony
- 1999 : Panaflex Millennium XL (35mm)
- 2002 : Sony HDW-900 CineAlta (digital 1080p)
- 2004 : Panaflex Millennium XL II (35mm)
- 2005 : Panavision Genesis HD (digital 2k) en collaboration avec Sony
- 2016 : Panavision Millenium DXL (digital 8K) en collaboration avec RED
- 2018 : Panavision Millennium DXL2 (digital 8K) en collaboration avec RED